# Grand sénéchal de Provence
Le grand sénéchal de Provence était un grand dignitaire du comté de Provence (l'équivalent d'un gouverneur), avant et après le rattachement de la Provence au royaume de France.

## Liste des grands sénéchaux de Provence

### SousCharles I d'Anjou-Naples
- 1263 Pierre Deviens (de la Maison de Simiane).
- 1272 Amelin d'Agoult, seigneur de Curbans et de Claret.
- 1275 Guillaume de Lagonessa.

### SousCharles II d’Anjou
- 1286-1287 Philippe de Lavena, seigneur de la Serre[1].
- 1288 Jean Scoti[1].
- 1289-1290 Bérenger de Gantelmy[1].
- 1291-1293 Alphonse de Souliers[1].
- 1294-1296 Hugues Deviens, maréchal du roi Charles II[1].
- 1297 Renaud de Lecto[1].
- 1299 Bérenger de Gantelmy[1].
- 1300 Jean d’Aqua-Bianca[1].

### Sous laReine Jeanne
- 1349 Raymond des Baux[note 1]
- 1350 Boniface de Castellane[note 2]
- 1351 Pierre de Cadenet[note 3]
- 1351 Fouque d'Agoult.
- 1353-1355 Fouque d'Agoult, seigneur de Sault, de Reillanne et du Luc[2],[note 4].
- 1356 Jean Gantelme[2].
- 1361-1362 Ruggiero di Sanseverino[1],[3].
- 1363-1365 Fouque d'Agoult, marquis de Corfou, seigneur de Sault, de Reillanne et du Luc[4],[3],[note 5].
- 1369 Raymond d'Agoult-Sault[4].
- 1370-1375 Nicolas Spinelli[1],[4].
- 1376-1382 Fouque d'Agoult, marquis de Corfou, seigneur de Sault, de Reillanne et du Luc[1],[4].

### SousLouisIerd'Anjou-Valois
- 1383-1385 Fouquet d'Agoult, seigneur de Sault.

### SousLouis II d'Anjou-Valois
- 1385 Pierre d'Aligné.
- 1385 Fouquet d'Agoult, marquis de Corfou, seigneur de Reillanne et du Luc[note 6].
- 1386-1404 George de Marle, seigneur du  Luc et de Roquebrune.

### SousLouis III d'Anjou-Valois
- 1426 Tristan de la Jaille[5]
- 1429-1435 Pierre de Beauvau[6]

### SousRené d'Anjou-Valois
- 1446 Tanneguy III du Chastel
- 1449 Tanneguy IV du Chastel
- 1458 Louis de Beauvau[7]

### Au Moyen Âge
- 1480-1481 : Pierre de la Jaille
- 1482-1483 : Pierre de Glandevès-Faucon
- avril 1483-décembre 1483 : Palamède de Forbin
- 1483-1493 : Aymar de Poitiers

### Confusion avec la charge degouverneur de Provence
- 1493-1503 : Philippe de Hochberg
- 1504-1513 : Louis d'Orléans, comte de Longueville
- 1514 : Jean de Poitiers, seigneur de Saint-Vallier
- 1515-1525 : René de Savoie, comte de Tende
- 1525-1566 : Claude de Savoie
- 1566-1572 : Honoré de Savoie

### Grands sénéchaux
- 1572-1582 : Jean de Pontevès, comte de Carcès, baron de Cotignac
- 1582-1610 : Gaspard de Pontevès, comte de Carcès, fils du précédent
- 1610-1655 : Jean de Pontevès, comte de Carcès, fils de Gaspard
- 1655-1662 : François de Simiane, marquis de Gordes, comte de Carcès, neveu du précédent et dernier grand sénéchal de Provence